# Zoonavena grandidieri
Zoonavena grandidieri е вид птица от семейство Бързолетови (Apodidae).

## Разпространение
Видът е разпространен в Коморските острови и Мадагаскар.